# Naturschutzgebiet Effenberg
Das Naturschutzgebiet Effenberg mit einer Größe von 11,4 ha lag nordwestlich von Hachen im Stadtgebiet von Sundern (Sauerland). Das Gebiet wurde 1993 mit dem Landschaftsplan Sundern durch den Hochsauerlandkreis als Naturschutzgebiet (NSG) ausgewiesen. Das NSG ging an einer Stelle bis an die Stadtgrenze zu Arnsberg. Bei der Neuaufstellung des Landschaftsplans Sundern 2019 wurde das NSG mit dem Naturschutzgebiet Grasberg und weiteren Flächen zum Naturschutzgebiet Mischwälder südlich des Effenberges mit 39,7 ha Flächengröße.

## Beschreibung
Beim Naturschutzgebiet Effenberg handelte es sich um einen alten Buchenwald an mäßig steilen bis steilen Hängen in westlich und östlich exponierter Lage am Effenberg. Viele Bäume erreichten bei Ausweisung des Schutzgebietes einen Stammdurchmesser von 70 cm. Einzelstammweise sind weitere Baumarten beigemischt. Zerstreut befinden sich Buchennaturverjüngungshorste im Gebiet. Die Krautschicht ist üppig und tritt häufig in Horsten und Herden auf. In Randlage sind an einer Stelle Fichten zugepflanzt worden. Der Buchenwald wird von mehreren acht bis zehn m hohen, steil bis stufig abfallenden Felsklippenkomplexen aus grauen und roten Kramenzel- und Plattenkalken gegliedert. Die Felsklippen zeichnen sich durch einen üppigen farn- und moosreichen Felsbewuchs aus. Am westlichen Unterhang befindet sich eine kleine Quelle.

## Schutzzweck
Neben den für alle Naturschutzgebiete im Landschaftsplan gleichen Schutzzwecke wurde für das NSG Grasbergt ein spezieller Schutzzweck festgelegt: „Schutz des strukturell vielfältigen Buchenbestandes mit eingesprengten Kalkklippen. Auf dem regional bedeutsamen Kalkstandort hat sich eine artenreiche Pflanzengesellschaft mit z. T. biogeographischer Bedeutung entwickelt. Die Felsklippen sind als geowissenschaftliches Objekt für die Forschung interessant.“